# Jean Gillie
Jean Gillie, née Jean Mabel Coomber le 14 octobre 1915 à Londres en Angleterre et morte le 19 février 1949 dans la même ville, est une actrice anglaise. Elle est apparue dans vingt films britanniques et deux productions américaines avant de décéder prématurément d'une pneumonie à l'âge de trente-trois ans.

## Biographie
Elle naît à dans le quartier de Kensington à Londres en 1915. Elle commence à jouer dans les théâtres de la ville en 1932.
Elle commence sa carrière au cinéma en 1935 et obtient rapidement de nombreux rôles secondaires dans des comédies légères et musicales. Elle est notamment remarquée par Jack Buchanan qui la présente à Herbert Wilcox qui lui offre l’un des rôles principaux de la comédie musicale This'll Make You Whistle en 1936. Elle retrouve Buchanan comme producteur dans la comédie Sweet Devil de René Guissart en 1938 et comme acteur dans une autre comédie musicale, The Middle Watch (en) de Thomas Bentley, en 1940.
La même année, elle tourne notamment dans le film de propagande britannique The Call for Arms de Brian Desmond Hurst et dans le film policier The Spider de Maurice Elvey, adapté du roman policier Le Train de minuit (Midnight Mail) d'Henry Holt. Sa carrière est interrompu par la guerre en 1941 et 1942. Elle revient à l’écran en 1943 dans un autre film de propagande, Femmes en mission (The Gentle Sex) de Leslie Howard. Elle apparaît ensuite dans le film d’aventure Le Saint face au Tigre (The Saint Meets the Tiger) de Paul L. Stein consacré aux aventures de Simon Templar.
Pendant la Seconde Guerre mondiale, elle fait la rencontre du réalisateur américain Jack Bernhard, alors stationné en Grande-Bretagne. Ils se marient en 1944 et Gillie suit son mari aux États-Unis en 1945. Elle y tourne deux films. D’abord le film noir La Rapace (Decoy) réalisé par Bernhard en 1946 et dans lequel elle incarne une femme fatale sans scrupules aux amours multiples. L’année suivante, elle tourne dans le drame L'Affaire Macomber (The Macomber Affair) de Zoltan Korda réalisé d’après la nouvelle L'Heure triomphale de Francis Macomber (The Macomber Affair) d’Ernest Hemingway.
Le couple divorce peu après et Gillie retourne en Angleterre en 1948. Elle décède prématurément en 1949 d’une pneumonie à Londres à l’âge de trente-trois ans.

## Filmographie

### Au cinéma
- 1935 : His Majesty and Co. d’Anthony Kimmins
- 1935 : Les Millions de Brewster (Brewster's Millions) de Thornton Freeland
- 1935 : Smith's Wives de Manning Haynes
- 1935 : School for Stars de Donovan Pedelty (en)
- 1935 : It Happened in Paris de Robert Wyler et Carol Reed
- 1935 : While Parents Sleep d’Adrian Brunel
- 1936 : This'll Make You Whistle d’Herbert Wilcox
- 1937 : The Live Wire d’Herbert Brenon
- 1937 : The Girl in the Taxi d’André Berthomieu
- 1938 : Sweet Devil de René Guissart
- 1939 : What Would You Do, Chums? de John Baxter
- 1940 : The Call for Arms de Brian Desmond Hurst
- 1940 : The Spider de Maurice Elvey
- 1940 : The Middle Watch (en) de Thomas Bentley
- 1940 : Tilly of Bloomsbury de Leslie S. Hiscott
- 1940 : Sailors Don't Care d’Oswald Mitchell (en)
- 1943 : Femmes en mission (The Gentle Sex) de Leslie Howard
- 1943 : Le Saint face au Tigre (The Saint Meets the Tiger) de Paul L. Stein
- 1944 : The Tawny Pipit (en) de Bernard Miles et Charles Saunders
- 1945 : Flight from Folly d’Herbert Mason
- 1946 : La Rapace (Decoy) de Jack Bernhard
- 1947 : L'Affaire Macomber (The Macomber Affair) de Zoltan Korda